# Branchinema paratelphusi
Branchinema paratelphusi är en rundmaskart som beskrevs av Farooqui 1967. Branchinema paratelphusi ingår i släktet Branchinema och familjen Monhysteridae. Inga underarter finns listade i Catalogue of Life.